# Associazione Italiana Calciatori
A Associazione Italiana Calciatori (AIC) (Associação de Futebolistas Italianos) é a associação dos futebolistas profissionais da Itália. Foi fundada em 3 de julho de 1968 e atualmente possui um total de 4.500 membros, dos quais 2.500 são profissionais.
Foi fundada por Sergio Campana, um ex-futebolista italiano. Depois de 43 anos à frente da associação, Campana decidiu se retirar da associação. Desde 2 de maio de 2011, o também ex-futebolista Damiano Tommasi passou a presidi-la.

## Oscar del Calcio
Desde 1997, a AIC entrega o prêmio Oscar del Calcio, concedido aos destaques da Serie A na temporada e votado pelos próprios integrantes da associação. O prêmio tem as seguintes categorias:
- Melhor Futebolista do Ano (Migliore Calciatore Assoluto)
- Melhor Futebolista Italiano (Miglior Calciatore Italiano)
- Melhor Futebolista Estrangeiro (Miglior Calciatore Straniero)
- Melhor Jovem Futebolista (Miglior Calciatore Giovane)
- Melhor Guarda-redes/Goleiro (Miglior Portiere)
- Melhor Zagueiro (Miglior difensore)
- Melhor Treinador (Miglior Allenatore)
- Melhor Árbitro (Miglior Arbitro)